# Cantón Nexapa
Cantón Nexapa är en ort i Mexiko.   Den ligger i kommunen Huehuetán och delstaten Chiapas, i den sydöstra delen av landet, 900 km sydost om huvudstaden Mexico City. Cantón Nexapa ligger 64 meter över havet och antalet invånare är 315.
Terrängen runt Cantón Nexapa är platt åt sydväst, men åt nordost är den kuperad. Runt Cantón Nexapa är det tätbefolkat, med 319 invånare per kvadratkilometer. Närmaste större samhälle är Tapachula, 16,9 km sydost om Cantón Nexapa. Omgivningarna runt Cantón Nexapa är en mosaik av jordbruksmark och naturlig växtlighet.